# Galatia (Kansas)
Pour les articles homonymes, voir Galatia.
Galatia est une ville américaine située dans le comté de Barton, au Kansas. Selon le recensement de 2020, sa population est de 45 habitants.